# Davi Pretto
Davi Pretto (Porto Alegre, 16 de juny de 1988) és un cineasta brasiler, més conegut per les pel·lícules Castanha (2014), Rifle (2016) i Continente (2024).

## Carrera
Es va graduar en cinema a la PUCRS el 2008. El seu primer llargmetratge Castanha es va estrenar l'any 2014 al 64è Festival Internacional de Cinema de Berlín a l'exposició Fòrum i va rebre el premi a la millor pel·lícula a l'exposició  Novos Rumbos del Festival de Rio, a més de competir als festivals de Buenos Aires Edimburg, Havana, Hong Kong. El 2017, el seu segon llargmetratge Rifle estrenada al 67è Festival Internacional de Cinema de Berlín a la mostra Forum i va guanyar el Premi de la Crítica, el Millor Guió i el Millor So al 49è Festival de Brasília do Cinema Brasileiro i el Gran Premi al Festival de Jeonju. El 2018, Davi va ser seleccionat per al DAAD Berlin Artists-in-Residence.
El seu tercer llargmetratge Continente es va realitzar en coproducció oficial entre Brasil, França i Argentina, amb el suport del World Cinema Fund. El 2024 la pel·lícula es va projectar a la competició principal del LVII Festival Internacional de Cinema Fantàstic de Catalunya i va rebre el Premi al Millor Director al Festival do Rio, a l'exposició Novos Rumos. Actualment, Davi està acabant el seu quart llargmetratge anomenat Futuro Futuro.
També va escriure i dirigir deu curtmetratges, entre ells, Quarto de Espera (2009), co-dirigit amb Bruno Carboni; Como se Vive, Como se Torce (2014), Metade Homem, Metade Fantasma (2015) i Deserto Estrangeiro (2020). Es va presentar una retrospectiva del seu treball a l'Arsenal Film Institut de Berllí.

## Filmografia
Llargmetratges
- Futuro Futuro (2025)
- Continente (2024)
- Rifle (2016)
- Castanha (2014)

Curtmetratgen
- Deserto Estrangeiro (2020)
- Metade Homem, Metade Fantasma (2015)
- Como se Vive, Como se Torce (2014).
- Bagagem (2014).
- De Passagem (2012).
- Metrô (2010).
- Quarto de Espera (2009). co-dirigit amb Bruno Carboni.

## Premis
- Premi a la millor direcció a l'espectacle Novos Rumos al Festival do Rio per Continente (2024).
- Premi de la Crítica al Festival de Brasilia per Rifle (2016).
- Premi al millor guió al Festival de Brasilia per Rifle (2016).
- Gran Premi al Festival de Jeonju per Rifle (2016).[13]
- Premi a la millor pel·lícula a Panorama Coisa de Cinema per Rifle (2016).[14]
- Premi Destaque no Cine Esquema Novo per Rifle (2016).[15]
- Premi Outstanding Art Exploration al Beijing International Short Film Festival per Metade Homem, Metade Fantasma (2015).[16]
- Premi a la millor pel·lícula a l'exposició Novos Rumos al Festival de Rio per Castanha (2014).
- Premi Feisal Menció especial al Bafici per Castanha (2014).
- Menció especial del Premi Revelació al Festival de Curtmetratges de São Paulo per Quarto de Espera (2009).[17]